# 车歇
车歇（5世紀—473年），北魏車師人，前部王車伊洛的儿子。
车歇出生于焉耆東境部落帥家族。魏太武帝封車伊洛为車師前部王。車伊洛和高昌北凉沮渠安周对峙。太平真君十二年（451年），車歇入朝北魏。正平二年（452年），車伊洛也入朝北魏，魏文成帝兴光元年（454年），車伊洛去世。車歇襲爵。魏献文帝皇興（467年八月—471年八月）末年，车歇官至使持節、平西將軍、豫州刺史。魏孝文帝延興三年（473年）车歇卒，子车伯生襲爵車師前部王。车歇弟车波利，天安二年（467年）拜立節將軍，樂官侯。皇興三年（469年）卒，车歇的儿子车洛都襲爵樂官侯。

## 資料來源
- 《魏書》卷三十 列传第十八